# Williamina Fleming
Pour les articles homonymes, voir Fleming.
Williamina Paton Stevens Fleming (15 mai 1857-21 mai 1911) est une astronome américaine d'origine britannique.

## Biographie
Fille du sculpteur Robert Stevens, Williamina naît à Dundee en Écosse où elle fait ses études. À 14 ans, elle commence à aider à l'enseignement des plus jeunes sous l'égide du système pupil-teacher (en) alors existant. Elle épouse en 1877 James Orr Fleming, un comptable déjà veuf, et le couple part aux États-Unis à Boston en décembre 1878. Son mari l'abandonne alors avec son fils.
Ayant besoin d'argent, elle est engagée comme bonne par le professeur Edward Charles Pickering qui travaille au Harvard College Observatory. En 1875, celui-ci décide de décrire et classer toutes les étoiles connues, à l'instar de ce qui est réalisé dans d'autres domaines scientifiques, telle la biologie. De plus, il confie ce travail ingrat non pas à ses équipes masculines, mais à des mains féminines, selon lui plus patientes et précises. C'est le début des calculatrices humaines de Harvard. Le travail consiste à étudier des plaques photosensibles (plus sensibles à la lumière que l'œil humain) pour y trouver des étoiles et identifier leurs caractéristiques. Le système s'additionne d'un spectroscope pour étudier le spectre lumineux des astres. La spectroscopie permet de connaître la composition d'une étoile, car la lumière qu'elles émettent dépend directement des éléments qui la composent. Aussi chaque étoile peut être classée selon sa température de surface, sa composition et la proportion des différents éléments. En 1881, Edward Charles Pickering repère les talents de Williamina Fleming et lui propose de travailler dans son équipe.
Débutant comme calculatrice, elle reçoit de plus en plus de responsabilités au fil du temps, car tout en classant les étoiles, elle apprend également le métier d'astronome. Elle met en œuvre une méthode de classification des étoiles prenant en compte la quantité d'hydrogène observée dans leur spectre. Son travail est compilé dans le catalogue Henry Draper : en neuf ans, elle y classe plus de 10 000 étoiles, découvre 59 nébuleuses, plus de 310 étoiles variables et 10 novæ. En 1907 elle publie une liste de 222 étoiles variables. Son système, plus tard amélioré par Annie Jump Cannon qui simplifie cette classification en se basant sur la température de surface, est toujours celui utilisé aujourd'hui. Deux autres femmes ont travaillé avec elles au même moment et sont célèbres : Antonia Maury et Henrietta Swan Leavitt.
En 1888, elle découvre la nébuleuse de la Tête de Cheval sur la plaque photographique B2312 prise par William Henry Pickering, la décrivant comme une nébuleuse brillante « semi-circulaire de 5 minutes de diamètre, 30 minutes au sud de Zeta [Orionis] ». W. H. Pickering spécula que la tache était de la matière assombrissant le fond.
En 1890, elle publie son mémoire  The Draper Catalogue of stellar spectra photographed with the 8-inch telescope   dans les Annals of the Astronomical Observatory of Harvard College. Les articles et livres qui ont suivi ont éliminé les crédits dus à W. H. Pickering et Fleming car la première compilation du catalogue faite par le Dr J. L. E. Dreyer a éliminé le nom de Fleming et crédité Pickering sans ses initiales, la plupart des lecteurs ont attribué les crédits à son frère Edward Charles Pickering.
Williamina Fleming est responsable d'une douzaine de femmes, engagées pour faire du calcul et de la classification. Elle édite les publications du Harvard College Observatory. En 1899, elle devient la conservatrice des photographies. En 1906, elle devient membre honoraire de la Royal Astronomical Society, première américaine à être élue. Peu après, elle devient aussi membre honoraire du Wellesley College. Peu avant sa mort la société d'astronomie du Mexique lui décerne la médaille Guadalupe Almendaro. Elle publie   A Photographic Study of Variable Stars  en 1907 et  Spectra and Photographic Magnitudes of Stars in Standard Regions  en 1911. Elle meurt d'une pneumonie à Boston.

## Honneurs
- Un cratère (en) sur la Lune porte son nom ainsi que celui de Alexander Fleming.

### Notice nécrologique
- (en) "Obituary Notice : Honorary Member : Fleming, Williamina Paton". Monthly Notices of the Royal Astronomical Society. 72: 261. 1912. Bibcode : 1912MNRAS..72..261 DOI 10.1093/mnras/72.4.261  (ISBN 978-1330116579).